# 佩利·拉多克·文賓素
佩利·拉多克·文賓素（英語：Pelly Ruddock Mpanzu，1994年3月22日—）是一位男子職業足球運動員，司職中場，現效力於英乙球隊剑桥联。他出生於英格蘭，並代表剛果民主共和國國家足球隊出賽。文賓素自2013年起一直效力於盧頓，在2023年5月27日協助盧頓升上英超，令他成為第一位英格蘭足球歷史上第一位為同一支球隊征戰國內首五級聯賽的球員。

## 俱樂部生涯

### 早期生涯
文賓素出生於倫敦大倫敦地區的亨頓，他在波利咸青年隊開始他的職業生涯，並取得13次一隊出場機會。

### 韋斯咸
2011年12月5日，文賓素在成功試訓後於英冠俱樂部韋斯咸簽署了一份為期兩年半的職業合同。 2013年9月他協助韋斯咸贏得巴塞羅那城市盃。  文賓素在2013年10月29日的英格蘭聯賽盃第四輪比賽中首次亮相，他在這場2-0擊敗伯恩利的比賽中出場韋斯咸的主教練森姆·艾拿戴斯評論道：“這是他們的大展身手的機會。三名球員都是後衛，包括文賓素、丹尼爾·波茲和里奧·錢伯斯（Leo Chambers），都應該為自己感到非常自豪。”。

### 盧頓
2013年11月28日，文賓素以租借形式加盟英乙球會盧頓，租借期至2014年1月4日為止。 他在2013年11月30日迎戰斯坦斯鎮的英格蘭足總錦標中首次代表球會亮相，並擔任中堅位置，最終比賽以0-0平局收場。此後他出場參加五場比賽，全部取得勝利。由於其原屬球會出現傷病危機，他在2013年12月30日被召回。文賓素為盧頓上陣七場表現出色，時任盧頓主帥約翰·斯蒂爾（John Still）透露他希望能夠再次簽下這名球員。最終，文賓素在2014年1月28日以保密金額的方式轉會加盟盧頓，簽下為期兩年半的合約。他在2014年2月15日對戰赫里福特聯的比賽中攻入了他在球隊的第一個進球，當時盧頓以7-0大勝對手。兩個月後，他又攻入了第二個進球，當時他在對達特福特的比賽中打入了一個“半凌空球”，幫助球隊以2-1的比分取得客場勝利。他在2013-14賽季出場24次，攻入2個進球，隨著盧頓贏得英格蘭足球聯賽會議聯賽冠軍及獲得升班資格。文賓素表示，他離開韋斯咸並參加低組別聯賽是“正確的選擇”，因為他擁有獲得冠軍獎牌的資格，這證明了他的決定是對的。
在2014-15賽季期間，文賓素遭受多次受傷，包括腿筋肌肉罕見的鈣化，他僅在18場比賽中出場，其中只有10場正選上陣。他在整個賽季中僅攻入一球，是在迎戰貝利時攻入一球，為球隊追成一比一
。

## 榮譽
盧頓
- 英格蘭足球全國聯賽冠軍 : 2013–14[18]
- 英甲冠軍 : 2018–19[19]
- 英冠附加賽冠軍 : 2023[20]